# Fleckenkauz

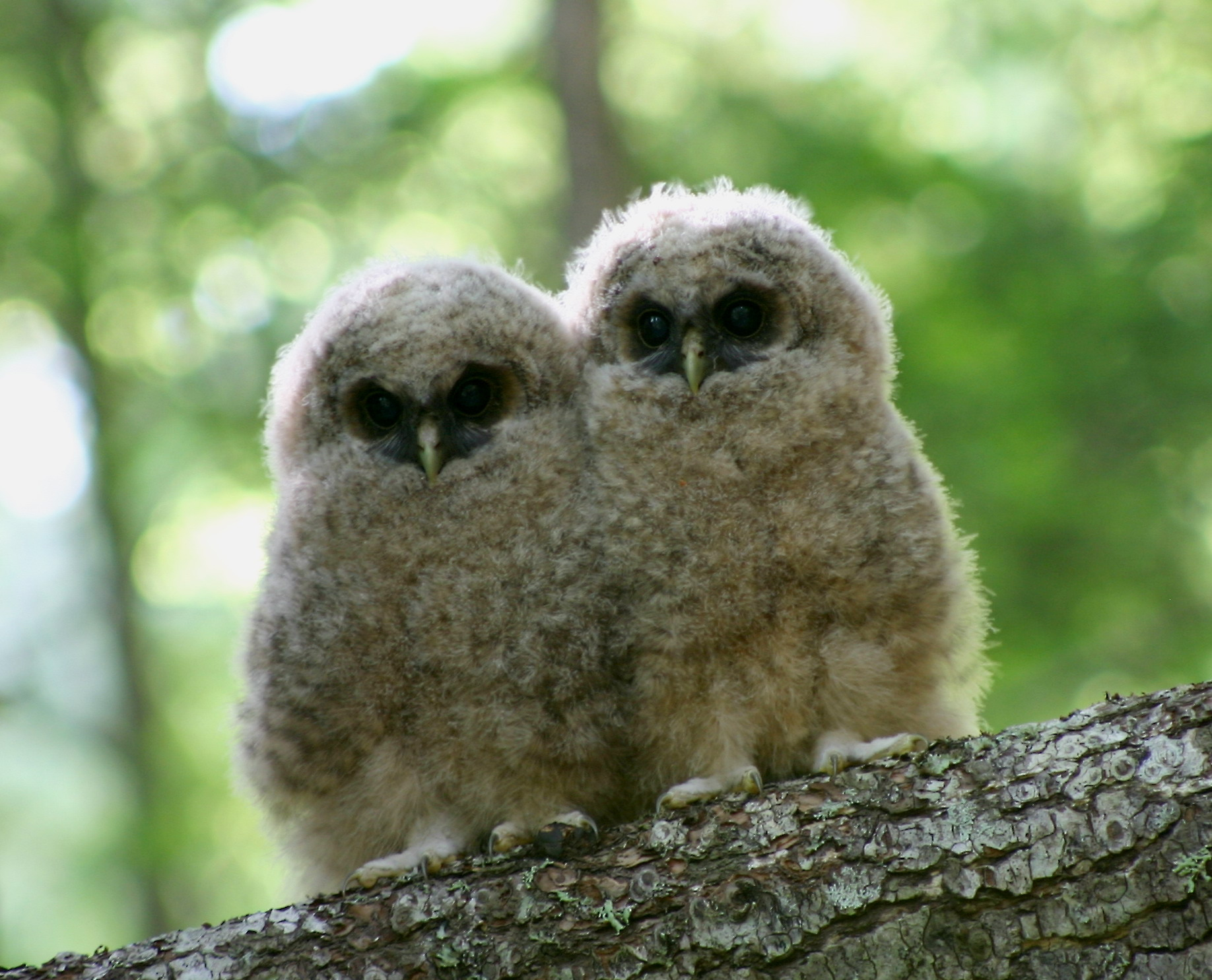
Zwei Jungtiere

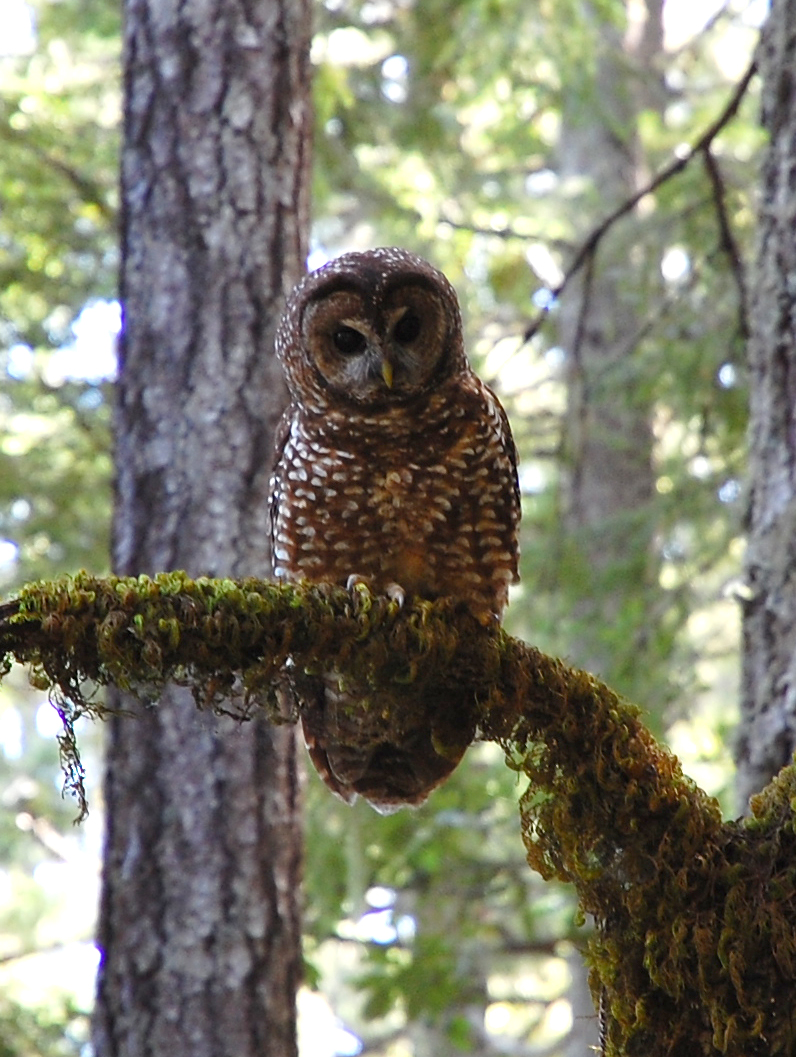
Fleckenkauz

Der Fleckenkauz (Strix occidentalis) ist eine Vogelart aus der Familie der Eigentlichen Eulen (Strigidae), die im Westen Nordamerikas verbreitet ist. Diese Vogelart war der Grund für eine breite politische Kontroverse, die insbesondere in den späten 1980er und frühen 1990er Jahren stattfand, da mit der Anerkennung als bedrohte Art Millionen Hektar alter Wälder in den Bundesstaaten Washington, Oregon und Kalifornien nicht durch die Holzindustrie ausgebeutet werden durften. Die Diskussion erfolgte mit großer Schärfe, weil der Holzeinschlag in den Wäldern des amerikanischen Nordwesten ein traditioneller Berufszweig ist, so dass eine Einstufung der Art als gefährdet weitreichende wirtschaftliche Folgen hatte. Die Auseinandersetzungen setzen sich bis heute fort. Erst im Februar 2008 hat ein US-amerikanisches Bundesgericht erneut eine Entscheidung des U.S. Fish and Wildlife Service bestätigt, 34.800 Quadratkilometer zu einem besonderen Schutzgebiet für diese Art zu erklären.
Im Rahmen der Diskussionen kam es zu mehr als tausend wissenschaftlichen Veröffentlichungen über den Fleckenkauz, die ihn zu einer der am besten untersuchten Eulenarten der Welt machen. Die Untersuchungen bestätigten durchweg, dass der Fleckenkauz kaum einen Eingriff in seinen Lebensraum toleriert. Die IUCN stuft den Fleckenkauz als potentiell gefährdet (near threatened) ein.

## Erscheinungsbild und Fortpflanzung
Dieser Kauz hat eine Länge von 43 cm und eine Flügelspanne bis 115 cm, sein Gewicht beträgt rund 600 g. Der Fleckenkauz weist große Ähnlichkeit mit dem Streifenkauz auf, hat jedoch auf der Körperunterseite kreuzförmige Flecken. Der Fleckenkauz ist außerdem etwas kleiner und dunkler.
Die Eier sind 5 cm lang, von weißer Farbe und geringfügig gefleckt. Das Brüten wird vom Weibchen erledigt, während das Männchen für die Futterbeschaffung zuständig ist.

## Verbreitungsgebiet und Lebensraum
Das Verbreitungsgebiet des Fleckenkauzes umfasst die Westhälfte Nordamerikas von British Columbia bis nach Mexiko. Allerdings ist seine Verbreitung lückenhaft, da er hohe Ansprüche an seinen Lebensraum stellt. Im Nordwesten ist er vor allem in Koniferenwäldern beheimatet. Hier bevorzugt er Gebiete, die noch Baumbestände aufweisen, die mindestens 200 Jahre alt sind. Diese müssen ihm Nistgelegenheiten wie beispielsweise große Baumhöhlen, alte verlassene Greifvogelhorste, Felsspalten oder Zweighaufen in Astgabeln bieten. Der Wald muss außerdem eine hohe Dichte von Kleinsäugern wie beispielsweise Amerikanischen Buschratten oder Neuweltlichen Gleithörnchen oder Vögeln haben. 98 Prozent aller Reviere liegen in alten Wäldern, die noch ursprünglich sind. In Wäldern, in denen Holz geschlagen wird oder die in einer anderen Art und Weise degradiert werden, wandert häufig der durchsetzungsfähigere Streifenkauz ein, der den Fleckenkauz verdrängt.
Das Nest kann zwischen 12 und 60 m hoch liegen.

## Schutzstatus
Die Bemühungen, den Fleckenkauz unter besonderen Schutz zu stellen, begannen in den 1970er Jahren. 1982 überprüfte der United States Fish and Wildlife Service erstmals den Status des Fleckenkauzes und entschied sich gegen eine Klassifizierung als gefährdete Art. Diese Entscheidung wurde 1987 erneut bestätigt, jedoch 1988 erste Schritte für den Schutz dieser Eulenart eingeleitet. 1990 wurde der Fleckenkauz auf die Vorwarnliste des United States Fish and Wildlife Service gesetzt. 1991 erfolgte ein Verbot von Holzeinschlag, wenn auch dieses Verbot häufig umgangen wurde. 1994 legte die zuständige Administration ein Jahr nach Amtsantritt von Bill Clinton den Northwest Forest Plan vor, der 16 Millionen Morgen Wald vor Abholzung schützen sollte. Die Holzindustrie drohte darauf mit dem Verlust von 30.000 Arbeitsplätzen und es gelang mehrfach, Schutzmaßnahmen gerichtlich zu unterbinden.
Zwei Unterarten, nämlich der Nördliche (S. o. caurina) und der Mexikanische Fleckenkauz (S. o. lucida), fallen jetzt in den Vereinigten Staaten von Nordamerika unter den Endangered Species Act. Sie stehen damit unter dem besonderen Schutz des United States Fish and Wildlife Service. Die Nominatform wird dagegen vom United States Fish and Wildlife Service nicht als gefährdet angesehen. Der Bundesstaat Kalifornien hat jedoch auch die Nominatform als bedroht eingestuft und auch der United States Forest Service (USFS) trifft Schutzmaßnahmen für diese Unterart.
Die Bestände des Nördlichen Fleckenkauzes nehmen besonders stark am Nordrand des Verbreitungsgebietes ab. In der Region, die vom Norden des US-Bundesstaates Washington bis in den Südwesten der kanadischen Provinz British Columbia reicht, halbiert sich der Bestand an Fleckenkauzen nahezu jährlich. In British Columbia gibt es mittlerweile weniger als 30 Brutpaare und es wird befürchtet, dass die Art hier in den nächsten Jahren ausstirbt.
Nach wie vor gibt es wegen aller Unterarten des Fleckenkauzes Auseinandersetzungen zwischen Naturschützern, der Holzindustrie, Rinderzüchtern, Landentwicklern und anderen Interessensgruppen. Im Februar 2008 bestätigte eine Bundesrichterin die Entscheidung des United States Fish and Wildlife Service, 34.800 Quadratkilometer in den US-Bundesstaaten Arizona, Utah, Colorado und New Mexico zum überlebenswichtigen Gebiet für den Fleckenkauz zu erklären. Diese Entscheidung war von der Arizona Cattle Growers’ Association vor Gericht angefochten wurden, aber die Richterin Susan Bolton bestätigte die Entscheidung.
Da der Fleckenkauz in einigen Regionen vom Streifenkauz verdrängt wird, gab der United States Fish and Wildlife Service im Sommer 2013 bekannt, dass in den kommenden vier Jahren mehr als 3600 Streifenkauze in den Bundesstaaten Kalifornien, Oregon und Washington geschossen werden sollen. Danach soll beobachtet werden, ob sich die Fleckenkauz-Populationen in diesen Gebieten erholen.

## Unterarten
Es sind vier Unterarten anerkannt:
- Strix occidentalis caurina (Merriam, 1898)[10] kommt vom Süden British Columbia bis in den Norden Kaliforniens vor.
- Strix occidentalis occidentalis (Xántus, 1860)[11] ist im südlichen Kalifornien und dem nördlichen Baja California verbreitet.
- Strix occidentalis lucida (Nelson, 1903)[12] kommt im südwestlichen Gebiet der USA bis ins zentrale Mexiko vor.
- Strix occidentalis juanaphillipsae Dickerman, 1997[13] ist in Zentralmexiko verbreitet.

Strix occidentalis huachucae Swarth, 1910 wird heute als Synonym zu Strix occidentalis lucida betrachtet.